# 거제도해수온천
거제도해수온천(巨濟島海水溫泉)은 경상남도 거제시 수월동에 위치한 해수온천이다. 지하 800m에서 솟아오르는 약알칼리성 약식염천이 솟아난다. 수온은 섭씨 32°C이다.
온천 주변에 거제시청이 있다.

## 개요
한려해상국립공원을 끼고 풍부한 관광자원을 갖춘 천혜의 절경 거제도에 위치하고 있는 '거제도해수보양온천'은 지하 800m 깊이의 암반천에서 용솟음치는 염천수(암반해수)로 국가공인기관인 한국지질자원연구원으로부터 수질을 검증받은 양질의 온천수이다. 거제도해수보양온천은 약알칼리성 약염천으로 신경통, 동맥경화, 아토피성 피부염, 피부미용, 류마티스관절염, 만성위장염, 요통, 빈혈에 특효가 있다.

## 온천수
약식염천이 솟아난다. 바닷물은 아니지만 바닷물과 비슷하게 식염을 포함하고 있어 온천욕을 한 후 몸에 붙은 식염이 땀의 증발을 막기 때문에 보온 효과가 뛰어나다. 근육통, 관절염과 류머티즘, 수족 냉증 등에 효능이 있다. 칼슘황산염천은 고혈압과 동맥경화, 관절염, 피부병 등에 좋으며 타박상의 치료에도 효과가 있다고 알려져 있다.

## 시설
- 해수온천 : 05:00~24:00 (23:00까지 발권)
- 헬스클럽 (헬스장) : 06:00~23:00 (22:00까지 발권)
- 자유수영 (수영장) : 05:30~22:00 (21:00까지 발권)
- 릴렉스라운지&찜질 : 05:00~23:00 (22:00까지 발권)
- 가족온천 : 10:00~21:00 (20:00까지 발권)